# Wuhan Open 2015
Wuhan Open 2015, oficiálně se jménem sponzora Dongfeng Motor Wuhan Open 2015, byl tenisový turnaj pořádaný jako součást ženského okruhu WTA Tour, který se hrál v areálu Optics Valley International Tennis Center na otevřených dvorcích s tvrdým povrchem DecoTurf. Konal se mezi 27. zářím až 3. říjnem 2015 v čínském Wu-chanu jako 2. ročník turnaje.
Turnaj s rozpočtem 2 513 000 amerických dolarů patřil do kategorie Premier 5. Poslední přímou startující v hlavní singlové soutěži se stala 53. brazilská hráčka žebříčku Teliana Pereirová. Nejvýše nasazenou tenistkou byla světová dvojka Simona Halepová ze Rumunska, která ve 3. kole nestačila na Britku Johannu Kontaovou. Sedmačtyřicátý kariérní titul z dvouhry si připsala americká tenistka Venus Williamsová, která se navíc stala čtvrtou nejstarší vítězkou turnaje WTA ve dvouhře. Deblovou soutěž ovládly turnajové a světové jedničky Martina Hingisová a Sania Mirzaová.

## Distribuce bodů a finančních odměn

### Distribuce bodů
| Soutěž  | vítězky | finalistky | semifinalistky | čtvrtfinalistky | 16 v kole | 32 v kole | 64 v kole | Q  | Q2 | Q1 |  |
| ------- | ------- | ---------- | -------------- | --------------- | --------- | --------- | --------- | -- | -- | -- |  |
| dvouhra | 900     | 585        | 350            | 190             | 105       | 60        | 1         | 30 | 20 | 1  |  |
| čtyřhra | 900     | 585        | 350            | 190             | 105       | 1         |           |    |    |    |  |

### Finanční odměny
| Soutěž                               | vítězky  | finalistky | semifinalistky | čtvrtfinalistky | 16 v kole | 32 v kole | 64 v kole | Q2     | Q1     |
| ------------------------------------ | -------- | ---------- | -------------- | --------------- | --------- | --------- | --------- | ------ | ------ |
| dvouhra                              | $456 000 | $227 700   | $113 860       | $52 430         | $26 000   | $13 335   | $6 855    | $3 825 | $1 970 |
| čtyřhra                              | $130 300 | $65 930    | $32 250        | $16 425         | $8 320    | $4 115    | —         | —      | —      |
| částka ve čtyřhře je uvedena na pár. |          |            |                |                 |           |           |           |        |        |

## Ženská dvouhra

### Nasazení
| Stát                         | Hráčka                    | WTA | Nasazení |
| ---------------------------- | ------------------------- | --- | -------- |
| Rumunsko                     | Simona Halepová           | 2.  | 1.       |
| Rusko                        | Maria Šarapovová          | 3.  | 2.       |
| Česko                        | Petra Kvitová             | 4.  | 3.       |
| Dánsko                       | Caroline Wozniacká        | 6.  | 4.       |
| Španělsko                    | Garbiñe Muguruzaová       | 8.  | 5.       |
| Německo                      | Angelique Kerberová       | 9.  | 6.       |
| Španělsko                    | Carla Suárezová Navarrová | 10. | 7.       |
| Česko                        | Karolína Plíšková         | 11. | 8.       |
| Srbsko                       | Ana Ivanovićová           | 12. | 9.       |
| Polsko                       | Agnieszka Radwańská       | 13. | 10.      |
| Švýcarsko                    | Belinda Bencicová         | 15. | 11.      |
| Ukrajina                     | Elina Svitolinová         | 16. | 12.      |
| Německo                      | Andrea Petkovicová        | 17. | 13.      |
| USA                          | Madison Keysová           | 18. | 14.      |
| Itálie                       | Roberta Vinciová          | 19. | 15.      |
| Itálie                       | Sara Erraniová            | 21. | 16.      |
| Žebříček WTA k 21. září 2015 |                           |     |          |

### Jiné formy účasti
Následující hráčky obdržely divokou kartu do hlavní soutěže:
- Daniela Hantuchová
- Liou Fang-čou
- Maria Šarapovová[7]
- Čeng Saj-saj

Následující hráčky si zajistily postup do hlavní soutěže v kvalifikaci:
- Tímea Babosová
- Lauren Davisová
- Mariana Duqueová Mariñová
- Julia Görgesová
- Johanna Kontaová
- Danka Kovinićová
- Patricia Maria Țigová
- Heather Watsonová

Následující hráčka si zajistila postup do hlavní soutěže jako šťastná poražená:
- Ajla Tomljanovićová

### Odhlášení
před zahájením turnaje
- Timea Bacsinszká → nahradila ji Alison Riskeová
- Eugenie Bouchardová → nahradila ji Ajla Tomljanovićová
- Karin Knappová → nahradila ji Alexandra Dulgheruová
- Jekatěrina Makarovová → nahradila ji Varvara Lepčenková
- Flavia Pennettaová → nahradila ji Mirjana Lučićová Baroniová
- Lucie Šafářová → nahradila ji Magdaléna Rybáriková

### Skrečování
- Viktoria Azarenková (stehenní zranění)
- Belinda Bencicová (zranění levého stehna)
- Maria Šarapovová (zranění levého předloktí)
- Coco Vandewegheová (zranění levého kotníku)
- Garbiñe Muguruzaová (zranění levého kotníku)

## Ženská čtyřhra

### Nasazení
| Stát                                                                     | Hráčka                  | Stát             | Hráčka                    | WTA | Nasazení |
| ------------------------------------------------------------------------ | ----------------------- | ---------------- | ------------------------- | --- | -------- |
| Švýcarsko                                                                | Martina Hingisová       | Indie            | Sania Mirzaová            | 3.  | 1.       |
| Maďarsko                                                                 | Tímea Babosová          | Francie          | Kristina Mladenovicová    | 19. | 2.       |
| Francie                                                                  | Caroline Garciaová      | Slovinsko        | Katarina Srebotniková     | 25. | 3.       |
| Čínská Tchaj-pej                                                         | Čan Chao-čching         | Čínská Tchaj-pej | Čan Jung-žan              | 31. | 4.       |
| USA                                                                      | Raquel Kopsová-Jonesová | USA              | Abigail Spearsová         | 32. | 5.       |
| Česko                                                                    | Andrea Hlaváčková       | Česko            | Lucie Hradecká            | 37. | 6.       |
| Španělsko                                                                | Garbiñe Muguruzaová     | Španělsko        | Carla Suárezová Navarrová | 46. | 7.       |
| Čínská Tchaj-pej                                                         | Čuang Ťia-žung          | Čínská Tchaj-pej | Sie Šu-wej                | 60. | 8.       |
| Žebříček WTA k 21. září 2015; číslo je součtem umístění obou členek páru |                         |                  |                           |     |          |

### Jiné formy účasti
Následující pár obdržel divokou kartu do hlavní soutěže:
- Liou Čchang /  Jang Čao-süan

Následující pár postoupil do hlavní soutěže jako náhradník:
- Mona Barthelová /  Darija Juraková

### Odhlášení
před zahájením turnaje
- Belinda Bencicová (zranění levého stehna)

v průběhu turnaje
- Garbiñe Muguruzaová (gastrointestinální onemocnění)
- Ajla Tomljanovićová (zranění pravého ramene)

## Přehled finále

### Ženská dvouhra
- Venus Williamsová vs.  Garbiñe Muguruzaová, 6–3, 3–0skreč

### Ženská čtyřhra
- Martina Hingisová /  Sania Mirzaová vs.  Irina-Camelia Beguová /  Monica Niculescuová, 6–2, 6–3